# ネオジオポケットのゲームタイトル一覧
ネオジオポケットのゲームタイトル一覧（ネオジオポケットのゲームタイトルいちらん）では、ネオジオポケット、ネオジオポケットカラー対応のゲームソフトをモノクロ・カラー対応・カラー専用ごとに分けて発売順に列記する。なお、追加要素のない廉価版は除く。
ネオジオポケットおよびネオジオポケットカラー対応のゲームソフトは1998年から2001年にかけて発売された。同時期の携帯型ゲーム機としては任天堂のゲームボーイカラーやバンダイのワンダースワンおよびワンダースワンカラーがある。また、ドリームキャストとの接続機能を有していたこともあり、本体発売の報がセガハード専門誌に掲載されることもあった。
ネオジオポケットにおけるSNKの格闘ゲームの関連作品に関して、キャラクターはデフォルメされているが、4Gamer.netの早苗月ハンバーグ食べ男は、かつてタカラが展開していたゲームボーイ用ソフト・熱闘シリーズの成功が背景にあるのではないかと推測している。これらを除くと、スポーツやテーブルゲームなどの万人向けタイトルのほか、スロットなど大人向けの作品が多いことを特徴とする。しかし任天堂が発売したポケットモンスターシリーズやバンダイが強みを持つキャラクターを使用した知的財産（IP）関連のタイトルと比べると、市場的には厳しかったとされる。
1999年3月19日にはネオジオポケットカラーが発売された。
2000年に入ると『ソニック・ザ・ヘッジホッグ ポケットアドベンチャー』や『ロックマン バトル&ファイターズ』といったサードパーティ作品が供給されたほか、SNKからも『クルクルジャム』といった個性的な作品が展開された。
プラットフォームとしての展開終了後は、Nintendo SwitchやSteam向けにネオジオポケットカラー用ソフトが移植された。

## ネオジオポケットのタイトル
全9タイトルが発売された。
- 1998年（全9タイトル）

| 発売日         | タイトル                      | 発売元 | 備考                                               |
| -------------- | ----------------------------- | ------ | -------------------------------------------------- |
| 1998年10月28日 | キング・オブ・ファイターズR-1 | SNK    | ローンチタイトル                                   |
| 1998年10月28日 | ネオジオカップ'98             | SNK    | ローンチタイトル                                   |
| 1998年10月28日 | ベースボールスターズ          | SNK    | ローンチタイトル                                   |
| 1998年10月28日 | ポケットテニス                | 夢工房 | ローンチタイトル。                                 |
| 1998年10月28日 | めろんちゃんの成長日記        | ADK    | ローンチタイトル。                                 |
| 1998年10月28日 | 連結パズル つなげてポンッ!    | 夢工房 |                                                    |
| 1998年11月20日 | 将棋の達人                    | ADK    | 当初はローンチタイトルとして発売される予定だった。 |
| 1998年12月25日 | サムライスピリッツ!           | SNK    |                                                    |
| 1998年12月25日 | ネオ・チェリーマスター        | ダイナ |                                                    |

## ネオジオポケットカラー対応のタイトル
本節では以下の発売年一覧に記載した数のタイトルを、発売日および発売元とともに記載する。
| 国   | 1999年 | 2000年 | 合計 |
| ---- | ------ | ------ | ---- |
| 日本 | 36     | 3      | 39   |
| 北米 | 21     | 4      | 25   |
| 欧州 | 18     | 10     | 28   |

| 発売日         | 発売日         | 発売日         | タイトル | 発売元                 | 備考 | 脚注        |
| 日本           | 北米           | 欧州           | タイトル | 発売元                 | 備考 | 脚注        |
| -------------- | -------------- | -------------- | --- | ---------------------- | --- | ----------- |
| 1999年3月19日  | 1999年4月30日  | 1999年10月1日  | キング・オブ・ファイターズR-2                                                                                                | SNK                    | ローンチタイトル。                                                                                         | [ 4 ]       |
| 1999年3月19日  | 1999年4月30日  | 1999年10月1日  | ネオ・チェリーマスター カラー                                                                                                | ダイナ                 | ローンチタイトル                                                                                           | [ 4 ]       |
| 1999年3月19日  | 1999年4月30日  | 1999年10月1日  | ネオ・ドラゴンズワイルド | ダイナ                 | ローンチタイトル                                                                                           | [ 4 ]       |
| 1999年3月19日  | 1999年4月30日  | 1999年10月1日  | ネオ・ミステリーボーナス | ダイナ                 | ローンチタイトル                                                                                           | [ 4 ]       |
| 1999年3月19日  | 1999年4月30日  | 1999年10月1日  | ポケットテニス カラー | 夢工房                 | ローンチタイトル。 『ドリームキャストFAN』1999年2月12日号掲載時点では「ポケットテニス2」という仮題だった。 |             |
| 1999年3月19日  | 1999年5月31日  | 1999年12月11日 | ベースボールスターズ カラー                                                                                                  | SNK                    | ローンチタイトル。                                                                                         | [ 4 ]       |
| 1999年3月19日  | 1999年9月30日  | 1999年         | - 連結パズル つなげてポンッ! カラー - Puzzle Link                                                                            | 夢工房                 | |             |
| 1999年3月19日  | 未発売         | 未発売         | 将棋の達人 カラー | ADK                    | | [ 5 ]       |
| 1999年3月26日  | 1999年4月30日  | 1999年         | - パズルボブルミニ - Bust-a-Move Pocket                                                                                      | タイトー/SNK           | | [ 6 ]       |
| 1999年4月15日  | 1999年         | 1999年         | ネオジオカップ'98プラス | SNK                    | | [ 7 ]       |
| 1999年4月15日  | 1999年4月30日  | 1999年         | クラッシュローラー | ADK                    | 同名アーケードゲームの移植版                                                                               | [ 7 ] [ 2 ] |
| 1999年4月15日  | 1999年7月31日  | 1999年         | バイオモーターユニトロン | 夢工房                 | | [ 7 ]       |
| 1999年4月22日  | 未発売         | 未発売         | ネオ・ダービーチャンプ 大予想                                                                                                | ダイナ                 | | [ 7 ]       |
| 1999年4月29日  | 未発売         | 未発売         | どこでも麻雀 | ADK                    | 当初はネオジオポケットのローンチタイトルとして発売される予定だった                                         | [ 1 ]       |
| 1999年5月27日  | 1999年4月30日  | 1999年10月1日  | - 餓狼伝説 ファーストコンタクト - Fatal Fury: First Contact                                                                  | SNK/夢工房             | |             |
| 1999年5月27日  | 未発売         | 未発売         | ネオポケプロ野球 | SNK/ADK                | |             |
| 1999年5月27日  | 1999年         | 2000年         | メタルスラッグ ファーストミッション                                                                                          | SNK/浮世亭             | | [ 8 ]       |
| 1999年6月10日  | 1999年4月30日  | 2000年         | - サムライスピリッツ!2 - Samurai Shodown! 2                                                                                  | SNK                    | |             |
| 1999年6月24日  | 1999年5月12日  | 2000年4月3日   | マジカルドロップ ポケット | データイースト         | | [ 9 ]       |
| 1999年7月22日  | 1999年9月30日  | 1999年11月26日 | - ぷよぷよ通 - Puyo Pop | セガ/SNK               | | [ 10 ]      |
| 1999年7月29日  | 1999年7月31日  | 1999年10月1日  | - ビッグトーナメントゴルフ - Neo Turf Masters                                                                                | SNK                    | | [ 11 ]      |
| 1999年7月29日  | 2000年         | 2000年         | 上海ミニ | アクティビジョン/SNK   | | [ 12 ]      |
| 1999年8月19日  | 2000年4月16日  | 2000年         | - ダイヴ アラート バーン編 - Dive Alert: Matt's Version                                                                      | サクノス               | |             |
| 1999年8月19日  | 2000年4月16日  | 2000年         | - ダイヴ アラート レベッカ編 - Dive Alert: Becky's Version                                                                   | サクノス               | |             |
| 1999年8月26日  | 1999年7月31日  | 1999年10月1日  | パックマン | ナムコ/SNK             | |             |
| 1999年10月21日 | 1999年         | 1999年         | - SNK VS. CAPCOM 激突カードファイターズ SNKサポーターズバージョン - SNK vs. Capcom: Card Fighter's Clash - SNK Version       | カプコン/SNK           | | [ 13 ]      |
| 1999年10月21日 | 1999年11月30日 | 1999年         | - SNK VS. CAPCOM 激突カードファイターズ CAPCOMサポーターズバージョン - SNK vs. Capcom: Card Fighter's Clash - Capcom Version | カプコン/SNK           | | [ 13 ]      |
| 1999年10月21日 | 1999年11月23日 | 1999年12月11日 | - ビーストバスター 闇の生体兵器 - Dark Arms: Beast Buster                                                                    | SNK/ノイズファクトリー | | [ 13 ]      |
| 1999年10月21日 | 未発売         | 未発売         | 電車でGO!2 ON ネオジオポケット                                                                                               | タイトー/SNK           | | [ 13 ]      |
| 1999年10月21日 | 未発売         | 未発売         | パチスロ アルゼ王国ポケット ハナビ                                                                                           | アルゼ                 | | [ 13 ]      |
| 1999年10月21日 | 未発売         | 未発売         | ポケットラブif | キッド                 | | [ 13 ]      |
| 1999年11月25日 | 未発売         | 未発売         | パチンコ必勝ガイド ポケットパーラー                                                                                          | ジャパンヴィステック   | | [ 13 ]      |
| 1999年12月16日 | 未発売         | 未発売         | それいけ!!花札道場 | ダイナ                 | |             |
| 1999年12月22日 | 未発売         | 2000年         | ファーゼライ! | サクノス               | | [ 注 1 ]    |
| 1999年12月22日 | 未発売         | 未発売         | パーティーメール | ADK                    | | [ 14 ]      |
| 1999年12月29日 | 2000年1月31日  | 2000年11月2日  | ネオ・トゥエンティワン | ダイナ                 | | [ 注 2 ]    |
| 2000年3月23日  | 未発売         | 2000年6月16日  | - コットン - Fantastic Night Dreams: Cotton                                                                                  | サクセス               | | [ 14 ]      |
| 2000年6月22日  | 未発売         | 2000年6月16日  | ネオ・バカラ | ダイナ                 | |             |
| 2000年7月6日   | 未発売         | 未発売         | ロックマン バトル&ファイターズ                                                                                               | カプコン               | |             |

## ネオジオポケットカラー専用のタイトル
本節では以下の発売年一覧に記載した数のタイトルを、発売日および発売元とともに記載する。
| 国   | 1999年 | 2000年 | 2001年 | 合計 |
| ---- | ------ | ------ | ------ | ---- |
| 日本 | 3      | 27     | 4      | 34   |
| 北米 | 2      | 4      | N/A    | 6    |
| 欧州 | 1      | 10     | N/A    | 11   |

| 発売日         | 発売日         | 発売日        | タイトル                                                                                 | 発売元              | 備考 | 脚注            |
| 日本           | 北米           | 欧州          | タイトル                                                                                 | 発売元              | 備考 | 脚注            |
| -------------- | -------------- | ------------- | ---------------------------------------------------------------------------------------- | ------------------- | ---- | --------------- |
| 1999年11月11日 | 2000年1月4日   | 2000年3月24日 | - つなげてポンッ!2 - Puzzle Link 2                                                       | 夢工房              |      | [ 13 ]          |
| 1999年12月22日 | 1999年11月30日 | 1999年        | - 頂上決戦 最強ファイターズ SNK VS. CAPCOM - SNK vs. Capcom: Match of the Millennium     | カプコン/SNK        |      | [ 13 ]          |
| 1999年12月29日 | 未発売         | 未発売        | 水木しげるの妖怪写真館                                                                   | 水木プロ/SNK/浮世亭 |      |                 |
| 2000年1月20日  | 未発売         | 未発売        | 機甲世紀ユニトロン その序。光り生まれる地より。                                          | 夢工房              |      | [ 15 ]          |
| 2000年1月20日  | 未発売         | 未発売        | めざせ!漢字王                                                                            | SNK                 |      | [ 16 ]          |
| 2000年1月27日  | 2000年2月19日  | 2000年        | SNK GALS' FIGHTERS                                                                       | SNK/夢工房          |      | [ 17 ]          |
| 2000年1月27日  | 未発売         | 2000年        | ポケットリバーシ                                                                         | サクセス            |      | [ 18 ]          |
| 2000年2月10日  | 未発売         | 2000年        | - 神機世界エヴォリューション はてしないダンジョン - Evolution: Eternal Dungeons          | スティング/ESP      |      |                 |
| 2000年2月10日  | 未発売         | 未発売        | パチスロ アルゼ王国ポケット アステカ                                                     | アルゼ              |      | [ 19 ]          |
| 2000年2月24日  | 未発売         | 2000年        | クールボーダーズ ポケット                                                                | ウェップシステム    |      | [ 20 ]          |
| 2000年3月9日   | 2000年5月22日  | 2000年4月28日 | メタルスラッグ セカンドミッション                                                        | SNK/浮世亭          |      | [ 14 ]          |
| 2000年3月9日   | 未発売         | 未発売        | コイコイ麻雀                                                                             | ビスコ              |      | [ 14 ]          |
| 2000年3月16日  | 2000年3月31日  | 2000年        | - 幕末浪漫特別編 月華の剣士 月に咲く華、散りゆく花 - Last Blade, The: Beyond The Destiny | SNK/夢工房          |      | [ 14 ]          |
| 2000年3月16日  | 未発売         | 未発売        | パチスロ アルゼ王国ポケット ワードオブライツ                                             | アルゼ              |      | [ 14 ]          |
| 2000年3月16日  | 未発売         | 未発売        | ビックリマン2000 ビバ!ポケットフェスチバァ!                                              | セガトイズ          |      | [ 14 ]          |
| 2000年4月27日  | 未発売         | 2000年6月16日 | - おえかきパズル - Picture Puzzle                                                        | サクセス            |      | [ 21 ]          |
| 2000年4月27日  | 未発売         | 未発売        | Memories Off Pure                                                                        | キッド              |      |                 |
| 2000年5月25日  | 1999年12月4日  | 2000年2月25日 | ソニック・ザ・ヘッジホッグ ポケットアドベンチャー                                        | セガ/SNK            |      | [ 22 ] [ 注 3 ] |
| 2000年5月25日  | 未発売         | 2000年        | ダイナマイトスラッガー                                                                   | ADK                 |      | [ 22 ]          |
| 2000年6月6日   | 未発売         | 未発売        | ガンバレねおぽけくん(仮)                                                                 | SNK                 |      | [ 注 4 ]        |
| 2000年6月22日  | 未発売         | 未発売        | 伝説のオウガバトル外伝 ゼノビアの皇子                                                    | クエスト/SNK        |      | [ 22 ]          |
| 2000年7月6日   | 未発売         | 未発売        | THE KING OF FIGHTERS バトルDEパラダイス                                                  | SNK                 |      |                 |
| 2000年7月20日  | 未発売         | 未発売        | パチスロ アルゼ王国ポケット ポルカノ2                                                    | アルゼ              |      |                 |
| 2000年8月10日  | 未発売         | 未発売        | デルタワープ                                                                             | イオシス            |      | [ 2 ]           |
| 2000年8月10日  | 未発売         | 未発売        | クルクルジャム                                                                           | SNK                 |      | [ 2 ]           |
| 2000年10月26日 | 未発売         | 未発売        | パチスロ アルゼ王国ポケット デルソル2                                                    | アルゼ              |      | [ 24 ]          |
| 2000年11月23日 | 未発売         | 未発売        | にげロンパ                                                                               | 電脳映像製作所      |      | [ 25 ]          |
| 2000年11月23日 | 未発売         | 未発売        | INFINITY Cure.                                                                           | キッド              |      | [ 26 ]          |
| 2000年11月23日 | 未発売         | 未発売        | ビッグバンプロレス                                                                       | SNK/夢工房          |      |                 |
| 2000年12月14日 | 未発売         | 未発売        | パチスロ アルゼ王国ポケット 大花火                                                       | アルゼ              |      |                 |
| 2001年1月15日  | 未発売         | 未発売        | パチスロ アルゼ王国ポケット ディーエイチ2                                                | アルゼ              |      |                 |
| 2001年3月29日  | 未発売         | 未発売        | スーパーリアル麻雀 プレミアムコレクション                                                | セタ/SNK            |      |                 |
| 2001年3月29日  | 未発売         | 未発売        | パチスロ アルゼ王国ポケット イーカップ                                                   | アルゼ              |      |                 |
| 2001年9月13日  | 未発売         | 未発売        | SNK VS. CAPCOM カードファイターズ2 EXPAND EDITION                                        | カプコン/SNK        |      | [ 27 ]          |

## 発売されなかったタイトル
| タイトル                                     | 発売元                 | 備考 |
| -------------------------------------------- | ---------------------- | ---- |
| NFL BLITZ                                    | アタリゲームス         |      |
| NBA HANGTIME                                 | アタリゲームス         |      |
| アルゼ王国連爆!スロットパズル                | アルゼ                 |      |
| アルゼパチスロシミュレーター第9弾            | アルゼ                 |      |
| サンダーV                                    | アルゼ                 |      |
| ジロキチ                                     | アルゼ                 |      |
| SNKキャラレースゲーム                        | ITL                    |      |
| ザ・高校野球（仮題）                         | ADK                    |      |
| ザ・メジャーリーグ（仮題）                   | ADK                    |      |
| 卒業写真（仮題）                             | ADK                    |      |
| 対戦ビリヤード・ブレイクショット             | ADK                    |      |
| 通信四人打ち どこでも麻雀                    | ADK                    |      |
| ネオポケ バスフィッシング（仮題）            | ADK                    |      |
| ハイパーギャルズ麻雀                         | ADK                    |      |
| めろんちゃんの成長日記2                      | ADK                    |      |
| 忍 the RETURNS（仮題）                       | SNK                    |      |
| キング・オブ・ファイターズR-3                | SNK                    |      |
| ソルベンチャーJET                            | SNK                    |      |
| デジタルプライメント                         | SNK                    |      |
| トーナメントプロレス（仮題）                 | SNK                    |      |
| ドンちゃんのカジノナイツ                     | SNK                    |      |
| ネオポケブロック（仮題）                     | SNK                    |      |
| マジシャンロード                             | SNK                    |      |
| サッカーデータベースシミュレーション（仮題） | ジャパンヴィステック   |      |
| パチンコ実戦シミュレーション2                | ジャパンヴィステック   |      |
| パチンコ必勝ガイド ポケットパーラー2（仮題） | ジャパンヴィステック   |      |
| ポパイ&ベティ カートゥーンライド             | ジャパンヴィステック   |      |
| フライングパワーディスク                     | データイースト         |      |
| パチンコ必勝ガイド データの王様              | BOSSコミュケーションズ |      |
| パズループ                                   | ミッチェル             |      |
| モータルコンバット                           | ミッドウェイ           |      |